# Mode lydien
Ne doit pas être confondu avec Lydien ou Lydiens.

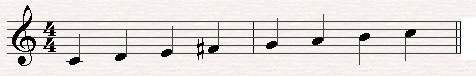
Mode lydien

Le mode lydien anciennement hypolydien est une échelle musicale de sept notes formée de trois tons, un demi-ton, deux tons et un demi-ton final. Il est parfois appelé mode de fa.

## Mode lydien en Grèce antique
- La lecture audio n'est pas prise en charge dans votre navigateur. Vous pouvez télécharger le fichier audio.
- La lecture audio n'est pas prise en charge dans votre navigateur. Vous pouvez télécharger le fichier audio.
- La lecture audio n'est pas prise en charge dans votre navigateur. Vous pouvez télécharger le fichier audio.

## Mode lydien médiéval
- La lecture audio n'est pas prise en charge dans votre navigateur. Vous pouvez télécharger le fichier audio.

## Utilisation moderne
- La lecture audio n'est pas prise en charge dans votre navigateur. Vous pouvez télécharger le fichier audio.

L'utilisation moderne du mode lydien est induite par certaines dispositions d'accord. Par exemple, les accords ré/do ou do maj7♯11 suggèrent une harmonie en do lydien. (ré/do7 ou do7♯11 impliqueraient tous deux le lydien dominant, qui est un mode lydien avec une septième bémol.
Le mode lydien moderne est une gamme diatonique correspondant au schéma suivant :
- 1 - 1 - 1- ½ - 1 - 1 -  ½

### Ambiguïté entre les modes majeurs et lydien
L'identification de chansons ou de pièces basées sur le mode lydien doit être faite avec discernement. Il est fréquent que les auditeurs confondent le mode lydien, particulièrement au commencement d'une pièce, avec une longue section basée sur l'accord IV d'une tonalité majeure (ou moins communément, un accord VI♭ dans une tonalité mineure).
Une bonne illustration de l'ambiguïté du mode lydien peut être illustré par la chanson Maria (en) de Leonard Bernstein et Stephen Sondheim de la comédie musicale West Side Story ; les premières mesures du thème principal (mi♭, la, si♭) pourraient indiquer du mi♭, mais les quatre mesures suivantes établissent clairement une tonalité de si♭ majeur.
Quand le motif mi♭-la-si♭ revient à la mesure six, on entend clairement un accord IV en si♭ majeur plutôt qu'un accord construit sur la tonique de mi♭ lydien. Cela dit, le thème principal et la chanson cadencent effectivement clairement vers un accord majeur de mi♭ bien que dans les deux cas, un la♭ (plutôt que le la naturel lydien) est présent dans l'avant-dernier accord.

### Exemples
- Le thème des Simpson est souvent présenté comme lydien, ce qui est le cas des premières mesures. Cependant, d'autres passages du thème comportent une 7e mineure, ainsi que d'autres notes caractéristiques du mode lydien, ce qui place donc ces passages dans le Lydien Dominant, parfois considéré à tort comme un autre mode ou comme relatif au système modal.
- « Man on the Moon » de R.E.M.. Les couplets de la chanson sont en Do lydien, le pré-refrain passe au sol majeur.
- « Waltz #1 »  de Elliott Smith parue sur l'album XO utilise en grande partie le mode lydien.
- « Lydia », mélodie de Gabriel Fauré, « qui fait un usage poignant » du tétracorde lydien[3].